# Техас Лэджендс
Техас Лэджендс (англ. Texas Legends) — американский профессиональный баскетбольный клуб, выступающий в Западной конференции, Юго-Западном дивизионе дивизионе Лиги развития НБА. Команда базируется в городе Фриско, Техас. Команда является фарм-клубом «Даллас Маверикс». Домашние игры играет на стадионе «Dr Pepper Arena».

## История франшизы
18 июня 2009 года было объявлено, что клуб «Колорадо Фотинерс» переезжает в город Фриско. Таким образом получилось, что клуб пропустил сезон 2009—2010, а в следующем начал играть уже в новом городе.
10 апреля 2010 года было объявлено что клуб получил название «Техас Лэджендс», по результатам голосования на сайте клуба.
5 ноября 2009 года стало известно, что главным тренером команды будет Нэнси Либерман. Она стала первой женщиной, возглавившей профессиональный баскетбольный клуб США.
3 октября 2011 года новым главным тренером стал опытный Дел Харрис, тренировавший в своё время Хьюстон Рокетс, Милуоки Бакс и Лос-Анджелес Лейкерс.
8 июля 2015 года  Ник Ван Эксель заменил Эдуардо Нахера у руля клуба.

## Статистика сезонов
| Колорадо Фотинерс         |                           |                           |               |               |               | |           |
| 2006–07                   | Западный                  | 2-е                       | 28            | 22            | 56,0          | Выигрыш 1-о раунда (Альбукерке) 130–100 Выигрыш 2-о раунда (Айдахо) 94–91 (OT) Проигрыш финала Д-Лиги (Дакота) 129–121 (OT) |           |
| 2007–08                   | Юго-западный              | 2-е                       | 29            | 21            | 58,0          | Проигрыш полуфинала (Лос-Анджелес) 102–95                                                                                   |           |
| 2008–09                   | Юго-западный              | 1-е                       | 34            | 16            | 68,0          | Выигрыш 1-о раунда (Эри) 129–108 Выигрыш 2-о раунда (Остин) 114–111 Выигрыш финала Д-Лиги (Юта) 2–0                         |           |
| Техас Лэджендс            |                           |                           |               |               |               | |           |
| 2009–10                   | Не участвовал             | Не участвовал             | Не участвовал | Не участвовал | Не участвовал | Не участвовал |           |
| 2010–11                   | Западный                  | 6-е                       | 24            | 26            | 48,0          | Проигрыш 1-о раунда (Талса) 2–1                                                                                             |           |
| 2011–12                   | Западный                  | 4-е                       | 24            | 26            | 48,0          | |           |
| 2012–13                   | Центральный               | 5-е                       | 21            | 29            | 42,0          | |           |
| 2013–14                   | Центральный               | 4-е                       | 24            | 26            | 48,0          | |           |
| 2014–15                   | Юго-западный              | 4-е                       | 22            | 28            | 44,0          | |           |
| Всего в регулярном сезоне | Всего в регулярном сезоне | Всего в регулярном сезоне | 206           | 194           | 51,5          | 2006—2015 | 2006—2015 |
| Всего в плей-офф          | Всего в плей-офф          | Всего в плей-офф          | 7             | 4             | 63,6          | 2006—2015 | 2006—2015 |

## Связь с клубами НБА

### Является фарм-клубом
- Даллас Маверикс (2010—н. в.)

### В прошлом был фарм-клубом
- Денвер Наггетс (2006—2009)
- Нью-Джерси Нетс (2006—2009)
- Торонто Рэпторс (2006—2009)